# Milcza (Ukraina)
Milcza (ukr. Мильча, Mylcza) – wieś na Ukrainie, w obwodzie rówieńskim, w rejonie dubieńskim. W 2001 roku liczyła 678 mieszkańców.
Pierwsza wzmianka o wsi pochodzi z 1570 roku. W lipcu 1920 roku pod Milczą rozegrała się jedna z bitew wojny polsko-bolszewickiej. W czasach radzieckich w miejscowości znajdowała się siedziba kołchozu „Drużba”.